# 一個人的○○小日子
《一個人的○○小日子》是カツヲ以四格漫畫形式發表的日本漫畫作品。2013年9月於《Comic電擊大王G》創刊號連載至92号完结。2018年3月25日作者另一作品《三顆星彩色冒險》動畫完播後，宣布本作電視動畫化，並於2019年4月6日開始播放。

## 劇情簡介
交流能力低下的女孩波知因為升學而跟唯一的朋友分開，對方卻說出如果波知不能在畢業前和全班同學成為朋友就絕交。孤零零女孩为交朋友而努力的交友大作戰。

## 登場人物

### 主要人物
一里波知（聲：森下千咲）
本作的女主角，國中一年級，有交流障礙的嬌小少女。跟好友約定要在畢業前和全班同學成為朋友，否則就絕交。在班級自我介紹時因太緊張而嘔吐。
個性懦弱，很容易因為一些小事情就哭出來或是昏過去，但如果是為了交朋友，也會忍著緊張努力去做，會為了達到目的而擬定很多計畫。
成績相當優秀，奈子要想一個小時的川柳她三分鐘就想出來了。
名字意为“孤單一個人”（独りぼっち）。
砂尾奈子（聲：田中美海）
外表像不良的冷酷少女，波知的第一個朋友，座位在她前面，對波知介紹自己只有前面的人很在意。十分照顾波知，但有時也會小欺負一下。
不喜歡運動，不會游泳、跑步也很容易累，成績不好，但很會照顧人且善解人意。
波知在國中第一個結交的朋友，有帶棒棒糖到學校的習慣，在和波知及其他人結為朋友後會多帶幾枝。
名字意为“坦率的孩子”（素直な子）。
本庄亞琉（聲：鬼頭明里）
副班長，波知的第二個朋友，是個殘念（遺憾）美少女，經常搞烏龍（衣服沒把衣架拿下來就穿在身上、穿著小學制服去上學等），所以一直想要做一个完美的人，有自尊心，不允许别人说她残念。本想改變自己而參選班長，結果成了副班長。因为被波知和奈子知道自己的残念，并且由于经常被奈子提起而用头锤冲撞奈子来制止她的吐槽。有自創主題曲「不要認輸亞琉」。
雖然是網球部的成員，但幾乎沒有去練，導致其網球技術相當不好，跟不擅長運動的奈子比賽也會輸。
處事和善大方，在班中的人緣很好。
名字意为“具有本性”（本性ある）。
蘇朵嘉・拉琪塔（聲：黑瀨優子）
金发碧眼的外国人，波知的第三個朋友，一个人住在日本，坐在波知的旁边，因波知的行为而认为她是忍者并把她当做师傅。能感知到波知的脚步，很喜欢衝上去抱住或舉起波知，故而经常使其晕过去。
相當喜歡忍者，會來日本留學就是為了找到真正的忍者，房間裡還有手裏劍造型的鬧鐘。
在波知教她折手裏劍後迷上摺紙，到後來甚至可以自己在短時間內完成千羽鶴，和班上同學的關係也在認識波知後逐漸活絡。
名字意为“外来者”（外から来た）。
倉井佳子（聲：市之瀨加那）
风纪委员，“不交朋友”主义者。本人說是為了「變強」。
名字意为“黑暗的過去”（暗い過去）。

### 同學、學校關係者
栗枝衣抄（聲：黑木穗乃香）
波知的同學，書店的女兒。名字意为“創造”（クリエイト）。
尾中蓓果（聲：春村奈奈）
波知的同學，愛吃甜食。名字意为“肚子餓”（お腹ペコ）。
小篠咲真世（聲：宮下早紀）
波知的同學，大小姐，名字意为“是千金小姐呦”（お嬢さまよ）。
父母都在國外工作，家中只有她和管家（聲：西村知道），在學校也因為其身分被其他人敬畏而很孤單。很希望自己可以幫上其他人的忙。
幫助波知想不用分班的方法，雖然沒有真的幫到但兩人結為朋友。
有點不諳世事，像是做出「不想分班就把學校買下來」的發言。
二子乃咲（聲：田中貴子）
波知的同學，乃繼的孿生姐姐，名字意为“雙胞胎中的老大”（双子の先）。
二子乃繼（聲：河野日和）
其他班學生，乃咲的孿生妹妹，名字意为“雙胞胎中的老二”（双子の次）。
河合依乃（聲：春村奈奈）
波知班的班長，名字意为“可爱呢”（かわいいの）。
山田花子（聲：長江里加）
波知的同學，亞琉的好友。雖然和藹可親，卻一直無法與波知順利交流。
美奈川樂羽（聲：向井莉生）
波知的同學，名字意为“大家都歡笑”（皆が笑う）。
布藤香
波知的同學，拒絕上學的繭居族。名字意为“拒絕上學”（不登校）。
稻金真理
波知的同學，名字意为“地方口音”（田舎訛り）。
津吉望
波知的同學，名字意为“想變強”（強し望む）。
大市四季
波知的同學，名字意为“博學多聞”（多い知識）。
池菜衣子
波知的同學，名字意为“壞壞的孩子”（いけない子）。
金志杉也
波知的同學，名字意为“近視過深”（近視すぎや）。
玉戶流人
波知的同學，名字意为“抓球的人”（玉捕る人）。
須戶禮翔（聲：天海由梨奈）
波知的同學，名字意为“直球”（ストレート）。
德井伴戶（聲：小林大紀）
波知的同學，名字意为“擅長短打”（得意バント）。
保武嵐（聲：前田玲奈）
波知的同學，名字意为“全壘打”（ホームラン）。
相田元氣
波知的同學，名字意为“很有精神”（そうだ元気）。
根賀まじめ
波知的同學，名字意为“本性認真”（根が真面目）。
京藤吉
波知的同學，名字意为“怕女人”（恐怖女子）。
音古賀らく
波知的同學，名字意为“男人真好”（男が楽）。
姬路やない（聲：和多田美咲）
波知的同學，憧憬公主。名字意为“不是公主”（姫じゃない）。
恩井翔琉
波知的同學，相信外星人的存在，故會在天臺上與之交談。名字意为“掛念”（思い掛ける）。
押江照代（聲：高桥未奈美）
波知的導師。深受学生爱戴。十分害怕奈子那样的不良形象，進而忘记身为老师的尊严，名字意為“會教你呦”（教えてるよ）。
中內柄音（聲：富城まどか）
波知的學姊，畢業時由波知為其戴上胸花，名字意為“才不會哭呢!”（泣かないからね）

### 其他相關人物
八原香依（聲：小原好美）
波知的小学好友，也是唯一好友。与波知约定在初中毕业前与全班成为好友，否则就绝交。五歲時與波知相識。
名字意为“柔和”（柔らかい）。
多田久渡らむ（聲：前川涼子）
香依的中學朋友，名字意为“打擊爵士鼓”（叩くドラム）。
挽邊惠澄（聲：牧野天音）
香依的中學朋友，名字意为“彈電貝斯”（弾くベースみ）。

## 出版書籍
| 冊數 | KADOKAWA       | KADOKAWA                                      | 尖端出版       | 尖端出版               |
| 冊數 | 發售日期       | ISBN                                          | 發售日期       | ISBN                   |
| ---- | -------------- | --------------------------------------------- | -------------- | ---------------------- |
| 1    | 2014年11月27日 | ISBN 978-4-04-866984-9                        | 2017年10月18日 | ISBN 978-957-10-7756-7 |
| 2    | 2016年1月27日  | ISBN 978-4-04-865646-7                        | 2017年11月20日 | ISBN 978-957-10-7810-6 |
| 3    | 2017年1月27日  | ISBN 978-4-04-892567-9                        | 2017年12月20日 | ISBN 978-957-10-7905-9 |
| 4    | 2018年2月26日  | ISBN 978-4-04-893641-5                        | 2019年3月8日   | ISBN 978-957-10-8489-3 |
| 5    | 2019年3月27日  | ISBN 978-4-04-912430-9                        |                |                        |
| 6    | 2020年2月25日  | ISBN 978-4-04-913033-1                        |                |                        |
| 7    | 2021年1月27日  | ISBN 978-4-04-913610-4                        |                |                        |
| 8    | 2021年6月25日  | ISBN 978-4-04-913850-4 ISBN 978-4-04-913851-1 |                |                        |

## 电视动画
2018年3月25日，在动画《三颗星彩色冒险》播放最终话时宣布本作将TV动画化。TV动画于2019年4月5日开始播放。
電視動畫於台灣2019年4月5日起，每週六由friDay影音跟播。

### 工作人員
- 原作：（ASCII Media Works 电击Comics连载）
- 監督：安齋剛文
- 系列構成、腳本：花田十輝
- 角色设计：田中纪衣
- 衣裝設計：今田茜
- 道具設計：水村良男
- 助監督：池下博紀
- 總作畫監督：田中紀衣、小田武士
- 美術設定：池田祐二（Studio Wyeth）
- 美術構圖：一色美緒（Studio Wyeth）
- 美術監督：長岡志織（獏プロダクション）、一色美緒
- 背景：獏プロダクション、Studio Wyeth（日语：スタジオワイエス）
- 色彩設計：高木雅人
- 3D指導：向純平
- 攝影監督：板倉步美
- 攝影：STUDIO CYAN
- 編集：山岸步奈實（REAL-T）
- 音響監督：藤田亞紀子（日语：藤田亜紀子）
- 音響製作：HALF H・P STUDIO（日语：HALF H・P STUDIO）
- 音樂：高田龍一（日语：高田龍一）（MONACA）、田中秀和（MONACA）
- 音樂製作人：齋藤滋（HeartCmusic）
- 音樂製作：KADOKAWA
- 動畫製作：C2C
- 製作：“一个人的○○小日子”制作委员会

### 主題曲
片頭曲 
作詞：安藤紗紗，作曲：田之上護，編曲：松田彬人
演唱：一里波知（森下千咲）、砂尾奈子（田中美海）、本庄亞琉（鬼頭明里）、蘇朵嘉·拉琪塔（黑瀨優子）
第1話用作片尾曲。
片尾曲

作詞：安藤紗紗，作曲、編曲：西坂恭平
演唱：一里波知（森下千咲）
第1話、第6話未使用。
（第6話）
作詞：一里波知，作曲：島宮榮子，編曲：松田彬人
演唱：一里波知（森下千咲）、砂尾奈子（田中美海）、本庄亞琉（鬼頭明里）、蘇朵嘉·拉琪塔（黑瀨優子）
插入曲 （第5話）
作詞：本庄亞琉，作曲：島宮榮子，編曲：菊池亮太
演唱：本庄亞琉（鬼頭明里）

### 各話列表
| 話數   | 日文標題 | 中文標題   | 分鏡     | 演出              | 作畫監督                                                 | 總作畫監督                 | 原作漫畫話數        |
| ------ | -------- | ---------- | -------- | ----------------- | -------------------------------------------------------- | -------------------------- | ------------------- |
| 第1話  |          | 初次的告白 | 安齋剛文 | 池下博紀          | 山崎敦子                                                 | 田中紀衣                   | 番外特別編+第1、2話 |
| 第2話  |          |            | 安齋剛文 | 三鹽天平          | 田邊よう子                                               | 小田武士                   | 第4、3、5話         |
| 第3話  |          |            | 岩本保雄 | 寶井俊介          | 今田茜                                                   | 田中紀衣                   | 第8、6、7話         |
| 第4話  |          |            | 岩本保雄 | 清水一伸          | 山崎敦子、前原薰 吉田巧介                                | 小田武士                   | 第9、10、11話       |
| 第5話  |          |            | 博多正壽 | 池下博紀 寶井俊介 | 山崎敦子、田邊よう子 今田茜                              | 田中紀衣 小田武士          | 第12、24、46話      |
| 第6話  |          |            | 奧田誠治 | 三鹽天平          | 小畑賢、挽本敦子 桐谷真咲、橋本明日美                    | 田中紀衣                   | 第14、23、25話      |
| 第7話  |          |            | 岩本保雄 | 三宅寬治          | 矢吹智美                                                 | 小田武士                   | 第15、16、13話      |
| 第8話  |          |            | 博多正壽 | 長濱亘彥          | 小島惠理                                                 | 齋藤溫子                   | 第19、17、18話      |
| 第9話  |          |            | 岩本保雄 | 清水一伸          | 山崎敦子、田邊よう子 今田茜                              | 田中紀衣                   | 第20、21、22話      |
| 第10話 |          |            | 池下博紀 | 宇和野步          | 鈴木幸惠、重松晉一 大木比呂、二上由佳子                  | 小田武士 齋藤溫子          | 第26、27、31話      |
| 第11話 |          |            | 岩本保雄 | 寶井俊介          | 山崎敦子、田邊よう子 今田茜、壽惠理子                    | 田中紀衣                   | 第28、29、30話      |
| 第12話 |          |            | 博多正壽 | 清水一伸          | 山崎敦子、鈴木幸惠 壽惠理子、島田英明 大木比呂、重松晉一 | 田中紀衣 小田武士 齋藤溫子 | 第36、32、34話      |

### 藍光&DVD
| 卷數 | 發售日期       | 收錄話數        | 規格編號   | 規格編號   | 封面角色      |
| 卷數 | 發售日期       | 收錄話數        | 藍光版     | DVD版      | 封面角色      |
| ---- | -------------- | --------------- | ---------- | ---------- | ------------- |
| 1    | 2019年7月24日  | 第1話 ~ 第3話   | ZMXZ-13171 | ZMBZ-13181 | 一里波知      |
| 2    | 2019年8月23日  | 第4話 ~ 第6話   | ZMXZ-13172 | ZMBZ-13182 | 砂尾奈子      |
| 3    | 2019年9月25日  | 第7話 ~ 第9話   | ZMXZ-13173 | ZMBZ-13183 | 本庄亞琉      |
| 4    | 2019年10月25日 | 第10話 ~ 第12話 | ZMXZ-13174 | ZMBZ-13184 | 蘇朵嘉·拉琪塔 |

### 播放電視台
日本深夜動畫：下文記載的日本国内播放時間使用日本標準時間（UTC+9）表示。因為部分時間标识會採用30小时制，因此請留意这类超过24:00的时间，其實際播放時間為翌日清晨。
| 播放地區                                       | 播放電視台                                                                                               | 播放日期                | 播放時間                   | 所屬聯播網  | 備註          |
| ---------------------------------------------- | --- | ----------------------- | -------------------------- | ----------- | ------------- |
| 近畿廣域圈                                     | 每日放送                                                                                                 | 2019年4月5日 - 6月21日  | 星期五 26時25分 - 26時55分 |             | 製作電視台    |
| 關東廣域圈                                     | TBS電視台                                                                                                | 2019年4月5日 - 6月21日  | 星期五 26時25分 - 26時55分 |             |               |
| 日本全國                                       | BS-TBS                                                                                                   | 2019年4月6日 - 6月22日  | 星期六 25時30分 - 26時00分 |             | BS放送        |
| 日本全國                                       | AT-X | 2019年4月7日 - 6月23日  | 星期日 21時30分 - 22時00分 |             | CS放送 有重播 |
| 臺灣                                           | i-Fun動漫台                                                                                              | 2019年4月14日 - 6月30日 | 星期日 11時30分 - 12時00分 | 中華電信MOD | 有重播        |
| 日本全國                                       | AbemaTV                                                                                                  | 2019年4月5日 - 6月21日  | 星期五 25時55分 - 26時25分 |             |               |
| 日本全國                                       | DOCOMO動畫商城                                                                                           | 2019年4月10日 -         | 星期三 12時00分 更新       |             |               |
| 日本全國                                       | Niconico動畫 GYAO! 萬代頻道 Hulu Hikari TV U-NEXT 亞馬遜影片 FOD 樂天TV DMM.com Video Market Corporation | 2019年4月13日 -         | 星期六 更新                |             |               |
| 每日放送、TBS電視台、BS-TBS：Animeism B2時段。 | |                         |                            |             |               |

### Web電台
Web电台《一个人的◯◯电台生活》（ひとりぼっちの◯◯ラジオ生活）2019年4月5日起每周五在音泉更新，由一里波知的声优森下千咲和砂尾奈子的声优田中美海主持。

## 外部連結
- 「一個人的○○小日子」漫畫特設網站 （页面存档备份，存于） （日語）
- 電視動畫「一個人的○○小日子」官方網站 （页面存档备份，存于）（日語）
- 電視动画“一个人的○○小日子”的X（前Twitter）